# マリア・キャナル・バレーラ
マリア・キャナル・バレーラ（María Canals Barrera, 1966年9月28日 - ）は、アメリカ合衆国出身の女優である。

## 出演作品

### テレビ
- ウェイバリー通りのウィザードたち（テレサ・ルッソ）

- フラーハウス（ナディア）

- ビッグバン★セオリー/ギークなボクらの恋愛法則（イザベラ）

### 映画
- ウェイバリー通りのウィザードたち ザ・ムービー（テレサ・ルッソ）
- 幸せの教室